# Цапко Віталій Анатолійович
Віта́лій Анато́лійович Цапко — полковник Збройних сил України, учасник російсько-української війни.

## Короткий життєпис
1986 року — курсант, 1991-го — льотчик-інструктор навчального вертолітного полку, місто Пугачов. У червні 1992 року лейтенант Цапко склав присягу на вірність народові України. Командир екіпажу Мі-24 у вертольотному полку під Бердичевом, згодом — 1-а бригада армійської авіації. Після розформування бригади з 2003 року служить у Бродах. З 2004 року брав участь у миротворчій місії ООН в Ліберії.
Станом на 2013 рік — заступник командира з льотної підготовки 56-го окремого вертолітного загону. Наліт становить понад 2500 годин, пілотує Мі-8 та Мі-24.
З дружиною Земфірою виховали синів Єгора та Григорія.

## Нагороди
- орден Данила Галицького (5 грудня 2011)
- орден Богдана Хмельницького III ступеня (27 червня 2015)